# Tin & Tina
Tin & Tina (2023) es una película de thriller psicológico con elementos de terror producida en España. Está escrita y dirigida por Rubin Stein, siendo su primer largometraje. La película está protagonizada por Milena Smit, Jaime Lorente, Carlos González Morollón y Anastasia Russo. Está ambientada en la España de los primeros años de la década de 1980. Los personajes de Tin y Tina se basan en los del cortometraje homónimo dirigido y escrito por Rubin Stein en 2013.

## Sinopsis
España 1981, Lola y Adolfo son una pareja joven y recién casada que pierden los bebés que estaban esperando. Lola pierde también su fe en Dios y con la esperanza de recuperarla acude junto a su marido a un convento de monjas con niños huérfanos. Acaban adoptando a Tin y Tina, dos hermanos albinos de siete años, con un comportamiento bastante extraño y muy influenciados por la religión católica. Los juegos macabros de los niños comienzan a obsesionar a Lola.

## Reparto
| Intérprete               | Personaje            |
| ------------------------ | -------------------- |
| Milena Smit              | Lola                 |
| Jaime Lorente            | Adolfo               |
| Carlos González Morollón | Tin                  |
| Anastasia Russo          | Tina                 |
| Teresa Rabal             | Sor Asunción         |
| Luis Perezagua           | Don Julián           |
| Joserra Leza             | Cura Boda / Entierro |
| Ruth Gabriel             | Madre Pedrito        |
| Chelo Vivares            | Ginecóloga           |

## Producción
Tin&Tina es la adaptación al largometraje del cortometraje homónimo de 2013 dirigido por Rubin Stein. Con Olmo Figueredo González-Quevedo como productor, la película ha sido producida por La Claqueta PC y Albinos La Película AIE junto a Filmgate Miami y Andarams Films, con la participación de Canal Sur Televisión y Netflix, el apoyo del ICAA y A.A.II.CC. y la colaboración de Latido Films.
El rodaje comenzó el 27 de julio de 2021 y finalizó 7 semanas más tarde, en septiembre de 2021. La película fue rodada en la provincia de Sevilla, siendo los lugares de rodaje la Hacienda San Felipe en Gerena y el Monasterio de San Isidoro del Campo en Santiponce.
Se produjo el preestreno de la película el 24 de marzo de 2023 en el festival FANT de Bilbao. La fecha de estreno oficial al público fue el 31 de marzo de 2023 coincidiendo con el Viernes de Dolores.

## Premios y nominaciones
Premios Goya
| Categoría                  | Fecha                 | Candidato(s)                                                     | Resultado |
| -------------------------- | --------------------- | ---------------------------------------------------------------- | --------- |
| Mejores efectos especiales | 10 de febrero de 2024 | Mariano García Marty, Jon Serrano, Juan Ventura, Amparo Martínez | Nominados |